# Сербівська сільська рада (Кодимський район)
Сербі́вська сільська́ ра́да — адміністративно-територіальна одиниця та орган місцевого самоврядування в Кодимському районі Одеської області. Адміністративний центр — село Серби.

## Загальні відомості
Сербівська сільська рада утворена в 1936 році.
- Територія ради: 47,8 км²
- Населення ради: 1 921 особа (станом на 2001 рік)
- Територією ради протікає річка Білочка

## Населені пункти
Сільській раді підпорядковані населені пункти:
- с. Серби

## Населення
Згідно з переписом УРСР 1989 року чисельність наявного населення сільської ради становила 3175 осіб, з яких 1335 чоловіків та 1840 жінок.
За переписом населення України 2001 року в сільській раді мешкало 1779 осіб.

### Мова
Розподіл населення за рідною мовою за даними перепису 2001 року:
| Мова       | Відсоток |
| ---------- | -------- |
| українська | 96,82 %  |
| російська  | 2,45 %   |
| молдовська | 0,42 %   |
| вірменська | 0,21 %   |
| болгарська | 0,05 %   |

## Склад ради
Рада складається з 16 депутатів та голови.
- Голова ради: Женгал Сергій Володимирович
- Секретар ради: Фаріон Олена Петрівна

### Керівний склад попередніх скликань
| Прізвище, ім'я, по батькові    | Основні відомості                                                                     | Дата обрання | Дата звільнення |
| ------------------------------ | ------------------------------------------------------------------------------------- | ------------ | --------------- |
| Матвійчук Василь Володимирович | Сільський голова, 1957 року народження, безпартійний                                  | 26.03.2006   | 31.10.2010      |
| Женгал Сергій Володимирович    | Сільський голова, 1966 року народження, освіта середня загальна, член Партії регіонів | 31.10.2010   |                 |

Примітка: таблиця складена за даними сайту Верховної Ради України

### Депутати
За результатами місцевих виборів 2010 року депутатами ради стали:

#### За суб'єктами висування
| Суб'єкт висування | Кількість обраних депутатів | %  |
| ----------------- | --------------------------- | -- |
| Партія регіонів   | 8                           | 50 |
| Самовисування     | 8                           | 50 |

#### За округами
| № округу        | Прізвище, ім'я, по батькові     | Дата визнання обраним | Освіта  | Партійна приналежність            | Відомості про обраного депутата                                    |
| --------------- | ------------------------------- | --------------------- | ------- | --------------------------------- | ------------------------------------------------------------------ |
| Партія регіонів |                                 |                       |         |                                   |                                                                    |
| 2               | Заболотний Анатолій Васильович  | 03.11.2010            | середня | позапартійний                     | Кодимський район електромереж, бригадир                            |
| 3               | Русол Надія Феодосіївна         | 03.11.2010            | середня | член Партії регіонів              | Сербівський дошкільний навчальний заклад, завідувачка              |
| 5               | Бурдейний Сергій Іванович       | 03.11.2010            | середня | член Партії регіонів              | пенсіонер                                                          |
| 7               | Желєзко Олексій Васильович      | 03.11.2010            | середня | позапартійний                     | СТОВ «Лан», бригадир тракторної бригади                            |
| 9               | Шевчук Олександр Михайлович     | 03.11.2010            | середня | позапартійний                     | Кодимське лісове господарство, головний спеціаліст з охорони праці |
| 10              | Желєзко Григорій Олександрович  | 03.11.2010            | середня | позапартійний                     | СТОВ «Лан», завідувач гаражу                                       |
| 11              | Лужанська Оксана Іванівна       | 03.11.2010            | вища    | позапартійна                      | Сербівська загальноосвітня школа, вчитель                          |
| 12              | Трембовецький Олег Дмитрович    | 03.11.2010            | вища    | позапартійний                     | тимчасово не працює                                                |
| Самовисування   |                                 |                       |         |                                   |                                                                    |
| 1               | Макогонюк Володимир Миколайович | 03.11.2010            | середня | член Комуністичної партії України | пенсіонер                                                          |
| 4               | Нагорний Микола Олексійович     | 03.11.2010            | середня | член Комуністичної партії України | пенсіонер                                                          |
| 6               | Гончарук Сергій Володимирович   | 03.11.2010            | вища    | позапартійний                     | Кодимська дитяча юнацька спортивна школа, тренер-викладач          |
| 8               | Фаріон Олександр Дмитрович      | 03.11.2010            | середня | позапартійний                     | Сербівська загальноосвітня школа, завгосп                          |
| 13              | Фаріон Олена Петрівна           | 03.11.2010            | середня | позапартійна                      | Сербівська сільська рада, секретар                                 |
| 14              | Хортюк Василь Серафимович       | 03.11.2010            | середня | позапартійний                     | тимчасово не працює                                                |
| 15              | Мастега Леонтій Іванович        | 03.11.2010            | середня | член Комуністичної партії України | СТОВ «Лан», водій                                                  |
| 16              | Грушанська Надія Семенівна      | 03.11.2010            | вища    | позапартійна                      | Сербівська загальноосвітня школа, вчитель                          |